# Cibeet
Cibeet is een bestuurslaag in het regentschap Bandung van de provincie West-Java, Indonesië. Cibeet telt 6224 inwoners (volkstelling 2010).